# Courcelles-sur-Seine
Courcelles-sur-Seine är en kommun i departementet Eure i regionen Normandie i norra Frankrike. Kommunen ligger i kantonen Les Andelys som tillhör arrondissementet Les Andelys. År 2022 hade Courcelles-sur-Seine 2 157 invånare.

## Befolkningsutveckling
Antalet invånare i kommunen Courcelles-sur-Seine
Referens:INSEE